# Black Dog Films
Black Dog Films ist eine Doku- und Musikvideo-Produktionsfirma mit Sitz in London und Los Angeles. Zu den Produktionen der Firma gehören Dokumentationen, Musikvideos, Mitschnitte von Konzerten, Fotografie-Veröffentlichungen und die Produktion von Werbevideos. Die von Black Dog Films produzierten Musikvideos wurden mehrfach ausgezeichnet.

## Auszeichnungen (Auswahl)
- Loudwire Music Award
  - 2011: Video of the Year für Mein Land
- Echo
  - 2011: Bestes Video National für Ich tu dir weh

## Filmografie (Auswahl)
- 2017: Rammstein: Paris (Zusammenschnitt aus zwei Rammstein-Konzerten in Paris im März 2012)[1]

## Regisseure (Auswahl)
- Adam Smith
- Asa Riton
- Jonas Åkerlund[2]

## Künstler (Auswahl)
- Madonna
- Rammstein
- Beyoncé
- Britney Spears
- will.i.am
- One Republic
- U2
- Coldplay
- Rolling Stones